# Rempejek

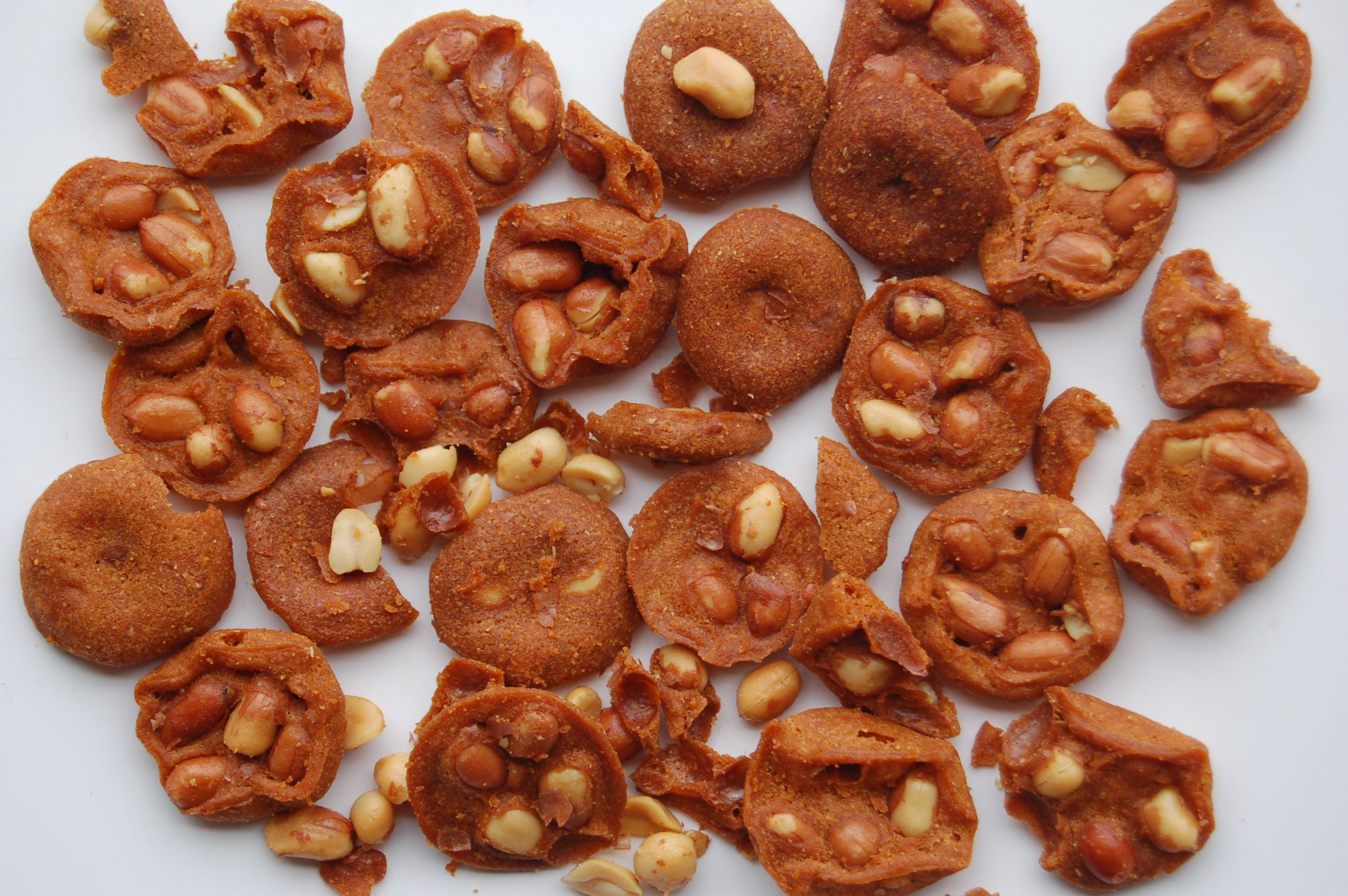
Rempejek

De rempejek (of rempèjek) is een traditionele Indonesische rijstsnack populair op Java, Bali en andere delen van Indonesië.

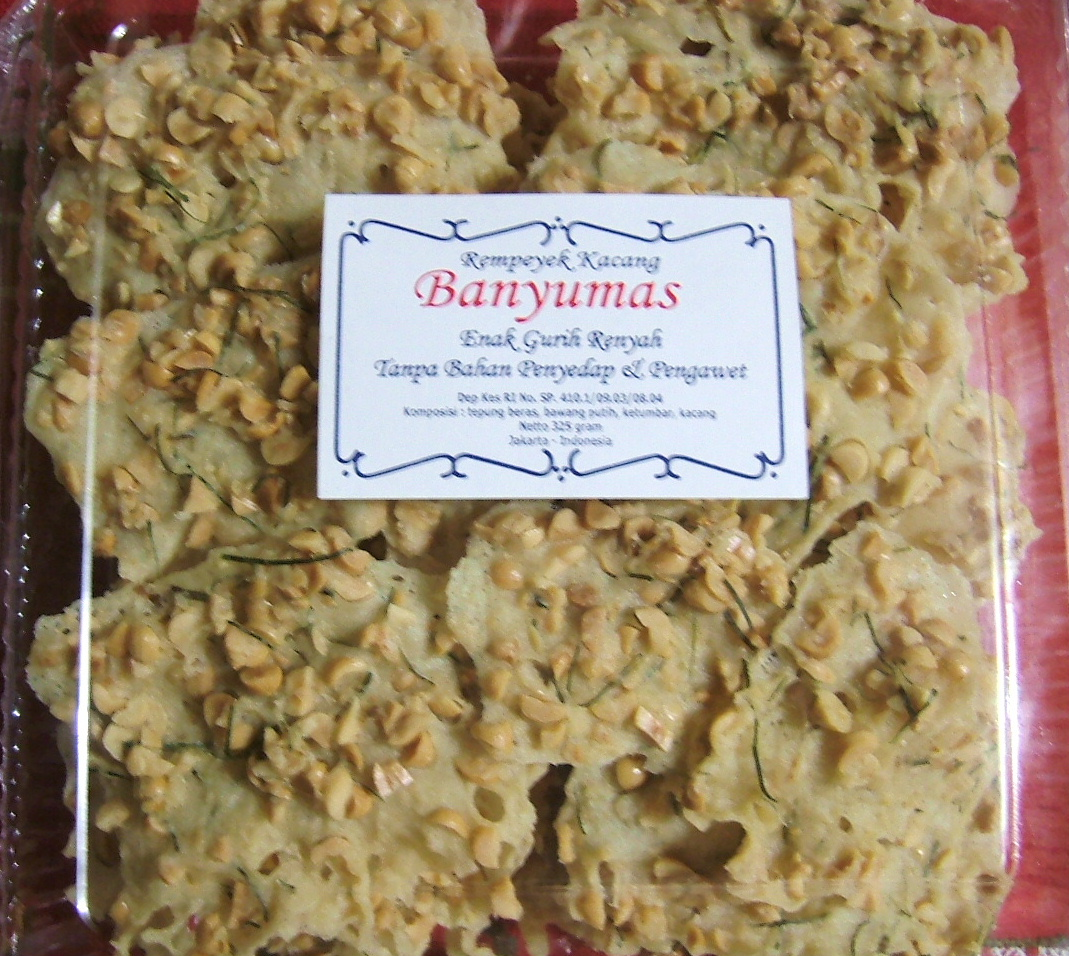
Rempejek, luchtdicht verpakt

De snack wordt voornamelijk gegeten in Indonesië, Maleisië en in Nederland. Een variant met pinda's is eveneens erg populair. Het is een soort cracker of koekje gemaakt van een mengsel van rijstmeel, kokosmelk en specerijen, waaronder koriander, komijn en kurkuma dat met water met een klein beetje (zonnebloem-)olie tot een beslag wordt gevormd. Het beslag wordt in schijfjes verdeeld en vervolgens in de olie gebakken tot de snack knapperig en goudbruin is. De snack wordt geserveerd bij de traditionele rijsttafel of los als tussendoortje. De snack wordt vaak geserveerd met een dipsaus die sterke gelijkenis vertoont met pindasaus. De rempejek snack kan worden gekocht bij de lokale toko in plastic zakjes, kant en klaar, luchtdicht verpakt.